# Undecan
Undecan  (undecane) (hay còn gọi là hendecan) là một hydrocarbon thuộc nhóm ankan có công thức C11H24. Undecan có tất cả 159 đồng phân.